# Derek Anderson (koszykarz)
Derek Anderson (ur. 18 lipca 1974) – amerykański koszykarz, występujący na pozycji rzucającego obrońcy.

## Kariera
Przed przybyciem do NBA Derek bronił barw college'u Kentucky. W drafcie w 1997 roku został wybrany przez Cleveland Cavaliers z numerem 13. W swoim debiutanckim sezonie 1997/98 w barwach Cavs rozegrał 66 spotkań zdobywając w nich średnio 11.7 punktu na mecz. W sezonie 1998/99 wystąpił w 38 meczach zdobywając średnio 10.8 punktu na mecz. Cały sezon 1999/00 Anderson rozegrał w barwach Los Angeles Clippers. Wystąpił w tym sezonie w 64 spotkaniach rzucając 16.9 punktu na mecz. Przed sezonem 2000/01 przeniósł się do San Antonio Spurs, w barwach których rozegrał 82 mecze zdobywając średnio 15.5 punktu na mecz. Po tym sezonie Anderson zdecydował się po raz kolejny zmienić barwy klubowe. Sezon 2001/02 rozegrał w Portland Trail Blazers. Wystąpił w 70 spotkaniach swojej drużyny ze średnią 10.8 punktu na mecz. W sezonie 2002/03 rozegrał 76 meczów rzucając w nich 13.9 punktu na mecz. W kolejnym sezonie w barwach Blazers 2003/04 pojawiał się na boisku 51 razy zdobywając w nich 13.6 punktu na mecz. W sezonie 2004/05 wystąpił w 47 meczach rzucając w nich średnio 9.2 punktu. Sezon 2005/06 Anderson rozegrał w dwóch klubach. W pierwszej części sezonu bronił barw Houston Rockets. Rozegrał w tej drużynie 20 spotkań rzucając średnio 10.8 punktu na mecz. Potem przeniósł się do Miami Heat, w barwach których wystąpił w 66 meczach rzucając w nich średnio 6.9 punktu. W sezonie 2006/07 Anderson był zawodnikiem Charlotte Bobcats. Anderson rozegrał również 16 spotkań w play-off ligi NBA w barwach Cleveland, San Antonio i Portland.

## Rekordy w NBA
- Punkty: 35 (vs.Dallas 27/01/00)
- Celne rzuty z gry: 14 (vs.Vancouver 10/02/00)
- Celne rzuty za trzy: 6 (dwa razy)
- Celne rzuty wolne: 16 (vs.Utah 21/12/97)
- Zbiórki: 14 (vs.Golden State 04/04/03)
- Asysty: 14 (vs.Charlotte 28/11/97)
- Przechwyty: 5 (siedem razy)
- Bloki: 2 (sześć razy)
- Minuty na boisku: 49 (vs.Houston 22/03/04)